# یواس‌اس ال‌سی‌آی (ال)-۱۹
یواس‌اس ال‌سی‌آی(ال)-۱۹ (به انگلیسی: USS LCI(L)-19) یک کشتی است که طول آن ۱۵۸ فوت ۵٫۵ اینچ (۴۸٫۲۹۸ متر) می‌باشد. این کشتی در سال ۱۹۴۳ ساخته شد.